# Place aux jeunes (film, 1937)
Pour les articles homonymes, voir Place aux jeunes.
Pour plus de détails, voir Fiche technique et Distribution.
Place aux jeunes ou Au crépuscule de la vie (Make Way for Tomorrow) est un film américain réalisé par Leo McCarey, sorti en 1937.

## Synopsis
Lucy et Barkley Cooper vivent ensemble à New York depuis cinquante ans, mais leur vie devient difficile. Barkley, qui a largement dépassé la soixantaine ne trouve plus d'emploi, alors que leur maison est hypothéquée. Comme ils ne peuvent plus payer les traites, la banque va saisir leur demeure. Ils font appel à leurs cinq enfants pour qu'ils les aident à trouver une solution. Trois d'entre eux ne peuvent rien faire, mais deux autres proposent une solution provisoire : ils ont l'un et l'autre un petit espace disponible pour chacun des deux parents, qui vont donc être séparés pour la première fois de leur existence. Au bout de quelques semaines de cette vie, Lucy et Barkley ont compris qu'ils sont une gêne pour leurs enfants. Lucy décide d'acquiescer au vœu de son fils de la placer en maison de retraite, et Barkley accepte de partir chez sa fille en Californie. Avant le départ de Barkley, le vieux couple s'offre une dernière soirée à New York. Ils prennent un verre et dînent dans un grand hôtel où ils sont venus pendant leur voyage de noces. Puis ils s'embrassent sur un quai de la gare sans savoir s'ils se reverront.

## Fiche technique
- Titre français : Place aux jeunes ou Au crépuscule de la vie (titre de première sortie en 1937)
- Titre original : Make Way for Tomorrow
- Réalisation : Leo McCarey
- Scénario : Viña Delmar, d'après le roman de Josephine Lawrence (en), The Years Are so Long
- Musique : George Antheil et Victor Young
- Photographie : William C. Mellor
- Montage : LeRoy Stone
- Production : Leo McCarey, Adolph Zukor
- Sociétés de production : Paramount Pictures, Leo McCarey Productions
- Pays de production :  États-Unis
- Format : Noir et blanc - 35 mm - 1,37:1
- Genre : Drame
- Durée : 91 minutes
- Date de sortie : 
  - Royaume-Uni : 13 avril 1937
  - France : 7 octobre 1937

## Distribution
- Victor Moore : Barkley 'Pa' Cooper
- Beulah Bondi : Lucy 'Ma' Cooper
- Fay Bainter : Anita Cooper
- Thomas Mitchell : George Cooper
- Porter Hall : Harvey Chase
- Barbara Read : Rhoda Cooper
- Maurice Moscovitch : Max Rubens
- Elisabeth Risdon : Cora Payne
- Minna Gombell : Nellie Chase
- Ray Mayer : Robert Cooper
- Louise Beavers : Mamie
- Louis Jean Heydt : Docteur
- Gene Morgan : Carlton Gorman
- Granville Bates : M. Hunter
- Ferike Boros : Mrs. Rubens
- Don Brodie
- Ralph Brooks : Portier
- Bobby Caldwell
- Ethel Clayton : une cliente
- Helen Dickson : Joueuse de bridge
- Ellen Drew : une ouvreuse
- Byron Foulger : M. Dale
- Dell Henderson : Ed Weldon, vendeur de voitures
- Mitchell Ingraham : Joueur de bridge
- Ralph Lewis : un homme d'affaires
- Gene Lockhart : M. Henning
- Nick Lukats
- Leo McCarey : un passant / un homme en pardessus / un balayeur de tapis
- Kitty McHugh
- William Newell
- Phillips Smalley : un homme d'affaires
- Paul Stanton : M. Horton, directeur de l'hôtel
- Bernard Suss : Joueur de bridge
- Rosemary Theby : une femme
- Lelah Tyler : Joueuse de bridge
- Ruth Warren : Secrétaire
- Gloria Williams : Joueuse de bridge

## Appréciations critiques
« Le miracle dans ce film, c'est la justesse de ton avec laquelle sont exprimés les sentiments et les réactions des divers personnages. Les enfants ne sont nullement des monstres. À leur manière ils aiment bien leurs parents, c'est-à-dire qu'ils les aiment à distance et tant que ceux-ci ne viennent pas déranger leurs habitudes, leur confort, leur petite vanité sociale. Les malentendus qui naissent de la présence de la vieille dame au foyer de sa fille sont le fruit de gaffes minuscules, de maladresses à peine perceptibles. Ils suffisent pourtant à faire craquer le vernis de l'affection et de la simple piété filiale.[...]
Leo McCarey conduit son film d'une main sûre. La simplicité de son style, sa lucidité amère, son humour cruel, triomphent de toutes les embûches du scénario. Sans avoir l'air d'y toucher, il nous assène d'humbles vérités qui nous font frémir. »

— Jean de Baroncelli, Le Monde, 6 octobre 1966

« Leo McCarey avait résolu de mettre son énergie uniquement au service de son propre talent et non plus dans celui des autres comme il l'avait trop souvent fait jusqu'ici. Le principal résultat de cette décision fut Make Way for Tomorrow qui resta toujours le film maudit et chéri de son auteur. Film voué à l'insuccès de par son sujet même et son amertume et dont le trop plein de vérité mis mal à l'aise le public Il y était question essentiellement de la vieillesse, de l'esseulement, des rapports décevant des adultes avec leurs parents, de l'abandon relatif ou total dans lequel ces derniers sont généralement laissés. Quoique prévisible, l'échec de ce film admirable déçu cruellement McCarey qui s'en sort aussitôt dans le tournage de Cette sacrée vérité. »

— Jacques Lourcelles
Pierre Billard parle dans L'Express d'un film « oublié, méconnu et charmant... ».